# Hypericum erectum
Hypericum erectum är en johannesörtsväxtart som beskrevs av Carl Peter Thunberg och Andrew Dickson Murray.
Hypericum erectum ingår i släktet johannesörter och familjen johannesörtsväxter. Inga underarter finns listade i Catalogue of Life.

## Bildgalleri

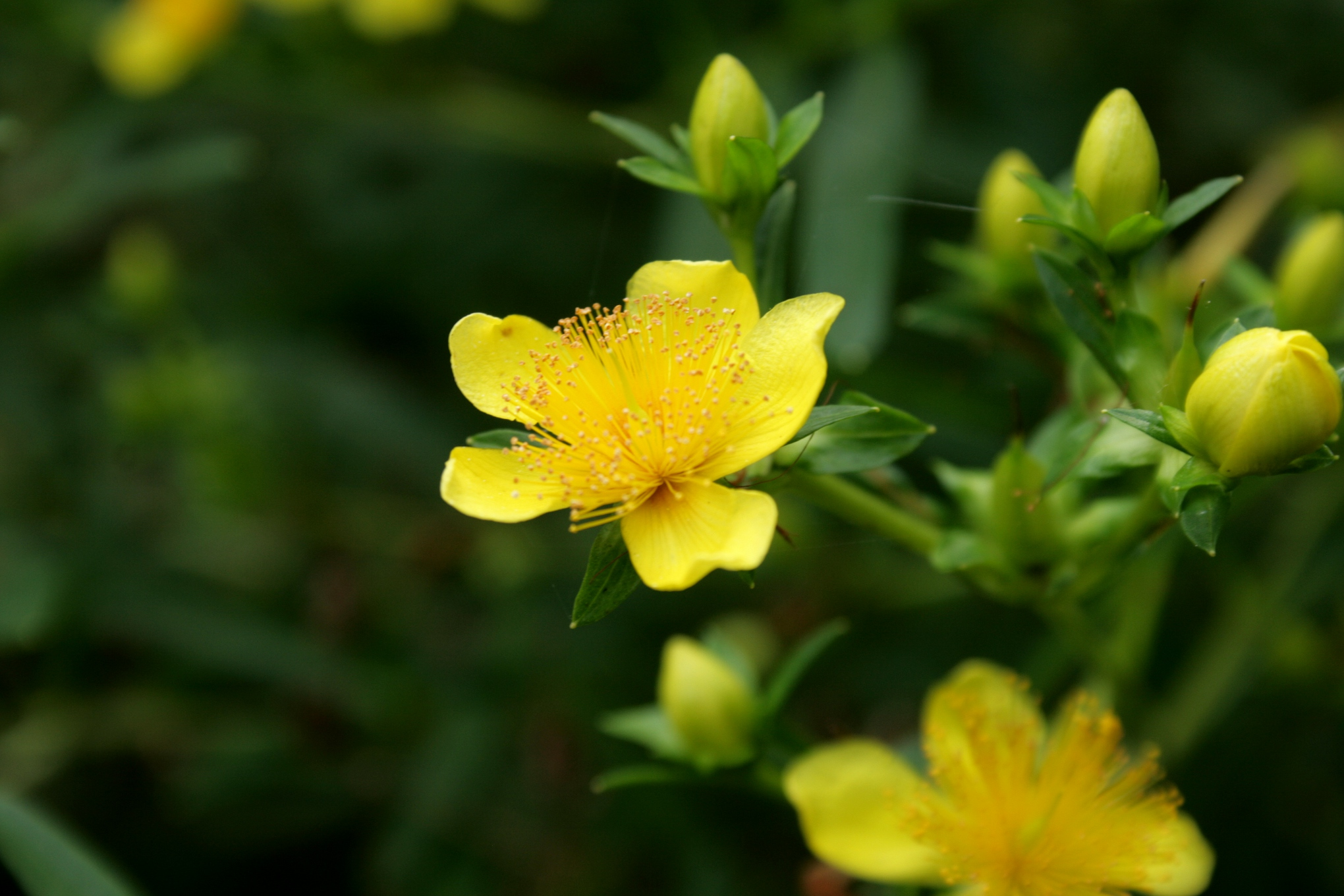
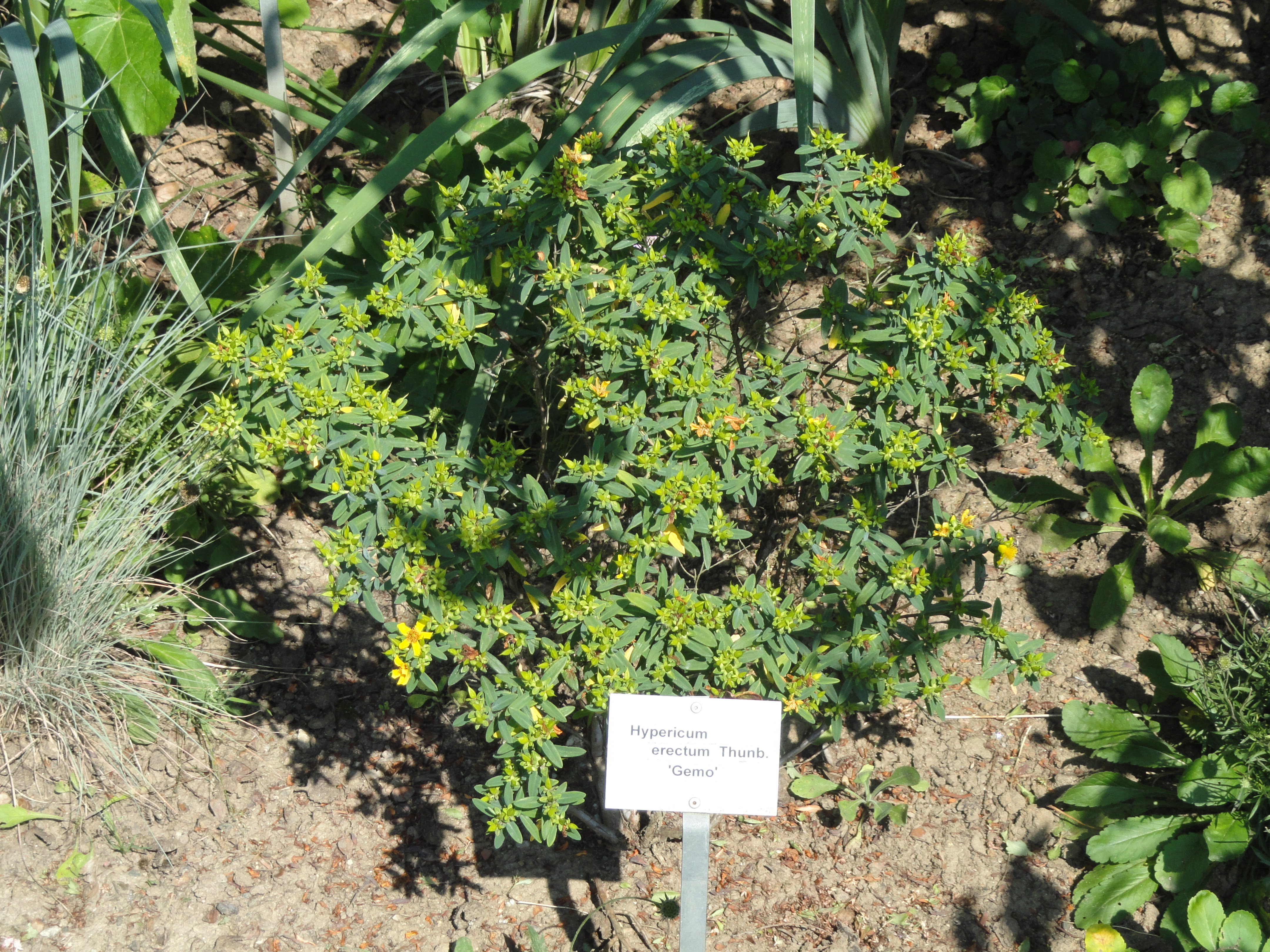
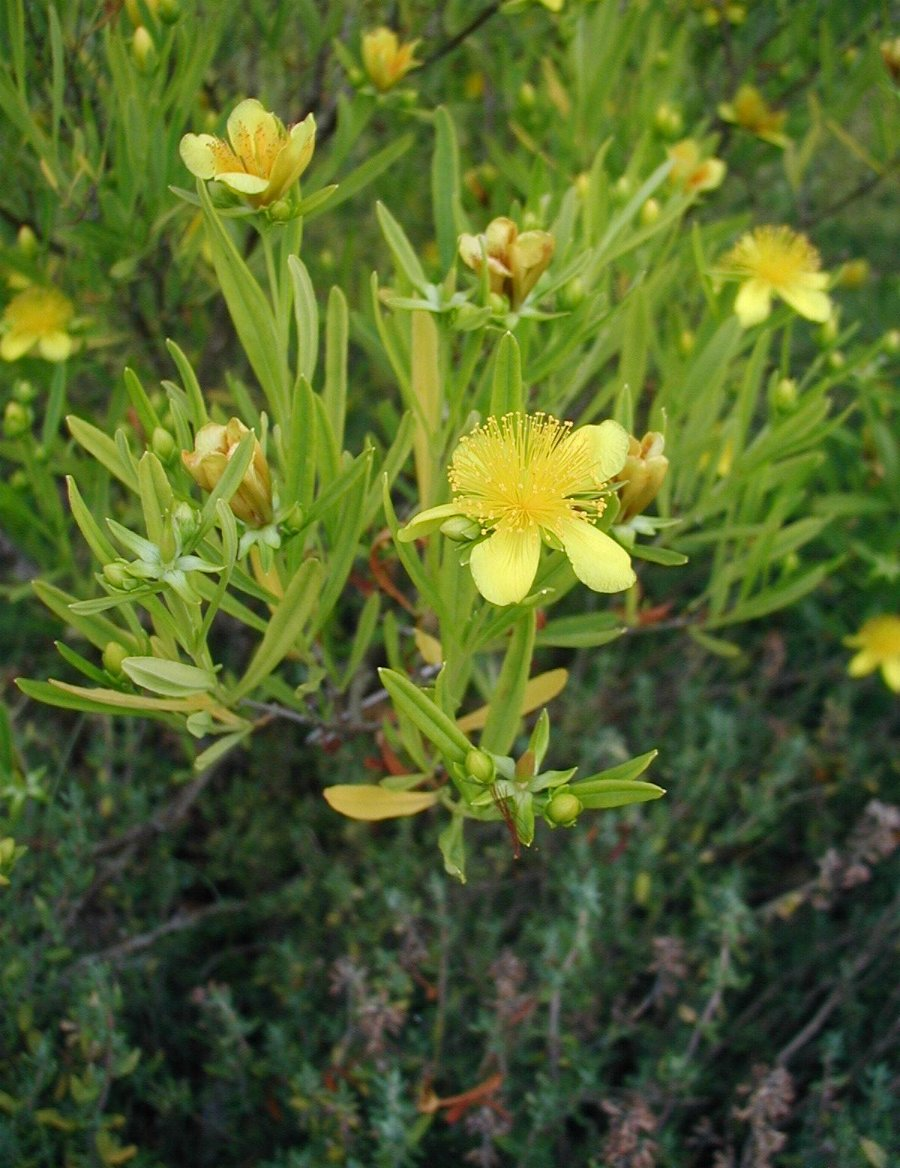